# Good Enough (Ola Svensson)
Good Enough è il secondo album del cantante svedese Ola Svensson. La prima versione dell'album fu pubblicata in Svezia nell'ottobre 2007 e raggiunse la sesta posizione della classifica degli album svedesi.

## Tracce
| #   | Titolo                     | Testi e musica               | Durata |
| --- | -------------------------- | ---------------------------- | ------ |
| 1.  | "S.O.S."                   | Tony Nilsson, Michael Garvin | 3:12   |
| 2.  | "Totally Addicted"         |                              | 3:43   |
| 3.  | "Natalie"                  |                              | 3:08   |
| 4.  | "My Addiction"             |                              | 3:30   |
| 5.  | "If You Gave Me Your Love" |                              | 3:21   |
| 6.  | "Good Enough"              |                              | 3:59   |
| 7.  | "Can't Get Enough"         |                              | 3:14   |
| 8.  | "All It Takes"             |                              | 3:24   |
| 9.  | "Baby Girl"                |                              | 3:04   |
| 10. | "Baby I'm Yours"           |                              | 3:39   |
| 11. | "Who I Am"                 |                              | 3:45   |

## The Feelgood Edition
Dopo la partecipazione di Ola al Melodifestivalen 2008 con il brano Love in Stereo, questo album fu rimasterizzato con il nome Good Enough - The Feelgood Edition, includendo anche il singolo Feelgood e i remix di alcune tracce; è inoltre presente una versione di "If You Gave Me Your Love" registrata al P3 Live. Questa versione dell'album rilanciò Good Enough verso la seconda posizione della classifica degli album svedesi .

### Tracce - The Feelgood Edition
| #   | Titolo                                              | Testi e musica                 | Durata |
| --- | --------------------------------------------------- | ------------------------------ | ------ |
| 1.  | "S.O.S."                                            | Tony Nilsson, Michael Garvin   | 3:12   |
| 2.  | "Totally Addicted"                                  |                                | 3:43   |
| 3.  | "Natalie"                                           | Tony Nilsson                   | 3:08   |
| 4.  | "My Addiction"                                      |                                | 3:30   |
| 5.  | "If You Gave Me Your Love"                          |                                | 3:21   |
| 6.  | "Good Enough"                                       |                                | 3:59   |
| 7.  | "Can't Get Enough"                                  |                                | 3:14   |
| 8.  | "All It Takes"                                      |                                | 3:24   |
| 9.  | "Baby Girl"                                         |                                | 3:04   |
| 10. | "Baby I'm Yours"                                    |                                | 3:39   |
| 11. | "Who I Am"                                          |                                | 3:45   |
| 12. | "Feelgood"                                          |                                | 3:31   |
| 13. | "Natalie" (Radio version) [Stockholm-Uppsala remix] |                                | 6:43   |
| 14. | "S.O.S." [Stockholm-Uppsala remix]                  |                                | 3:36   |
| 15. | "If You Gave Me Your Love" (Recorded at P3 Live)    | Tony Nilsson, Jonas Myrin      | 3:39   |
| 16. | "Love in Stereo"                                    | Tony Nilsson, Mirja Breitholtz | 3:00   |

## Posizione in classifica
| Classifica (2007)              | Posizione in classifica | Settimane TOT | Certificazioni |
| Classifica (2007)              | Posizione in classifica | Settimane TOT | Svezia         |
| ------------------------------ | ----------------------- | ------------- | -------------- |
| Classifica dei singoli svedesi | 2 (1 settimana)         | 21            | -              |